# Cycas szechuanensis
Cycas szechuanensis là một loài thực vật hạt trần trong họ Cycadaceae. Loài này được C.Y.Cheng, W.C.Cheng & L.K.Fu mô tả khoa học đầu tiên năm 1975.